# District de Hiukkavaara
Le district de Hiukkavaara (en finnois : Hiukkavaaran suuralue) est un district de la ville d'Oulu en Finlande.

## Description
Le district compte 4 516 habitants (31.12.2018)
.